# کادالن
کادالن (به انگلیسی: Cadalene) با فرمول شیمیایی C۱۵H۱۸ یک ترکیب شیمیایی با شناسه پاب‌کم ۱۰۲۲۵ است. که جرم مولی آن ۱۹۸٫۳۰۳۴۲ g/mol می‌باشد. 